# Epikondyl

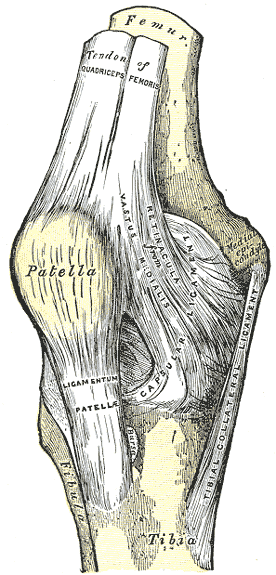
Till höger i bilden ses den mediala epikondylen på lårbenet (femur).

Epikondyl är ett ledutskott på överarms och lårben i respektive armbågs och knäled.
Finns ofta en lateral och en medial.